# Mickaël Piétrus
Mickaël Piétrus (Les Abymes, Guadalupe, 7 de fevereiro de 1982) é um jogador profissional de basquetebol franco-caribenho. Atualmente, está sem time.
Ele tem uma média de 9 pontos e 3,3 rebotes nas suas quatro primeiras temporadas, sempre mostrando alguma melhora, sendo 2006-07 como a sua melhor até agora (27 mpg, 11 ppg, 4.5 rpg), e é mais conhecido por seu jogo defensivo do que por suas habilidades ofensivas. Seu irmão mais velho, Florent Piétrus é um jogador de basquete profissional na Espanha.
Em setembro de 2005 ele ganhou uma medalha de bronze no 2005 Campeonato Europeu com o francês Equipa Nacional. Com EB Pau-Orthez ele ganhou o campeonato em francês 2001 e 2003, bem como a taça nacional no ano de 2002. Durante a safrinha 2008, foi contratado pelo Orlando Magic. Piétrus também é conhecido pelo apelido MP, Air France, e Puma. Ele fala fluentemente francês e inglês.